# Paraiungentitanais longidigitatus
Paraiungentitanais longidigitatus is een naaldkreeftjessoort uit de familie van de Cryptocopidae. De wetenschappelijke naam van de soort is voor het eerst geldig gepubliceerd in 1975 door Kudinova-Pasternak.